# 壮丽玉叶金花
壮丽玉叶金花（学名：Mussaenda antiloga）为茜草科玉叶金花属下的一个种。